# Resistance 3
Resistance 3: es un videojuego perteneciente al género de ciencia ficción y disparos en primera persona, desarrollado por Insomniac Games y distribuido por Sony Computer Entertainment, tratándose de un videojuego exclusivo para PlayStation 3. Resistance 3 es la secuela del videojuego Resistance 2. Resistance 3 es la tercera y última entrega de la trilogía de Resistance. Resistance 3 es el primero de la serie en admitir 3D y PlayStation Move y el primero en presentar el programa PSN Pass. El videojuego se aleja del aspecto militar de Resistance: Fall of Man y Resistance 2 y adquiere una sensación de terror de supervivencia posapocalíptica.
El 8 de abril de 2014, los servidores de Resistance 3 en línea, junto con los de Resistance: Fall of Man y Resistance 2, fueron cerrados por Sony.

## Jugabilidad
El videojuego conserva en su mayoría la misma mecánica de juego que su predecesora, aunque con varios cambios. La rueda de armas y la barra de salud del primer videojuego de resistance regresan. También hay nuevos objetos ambientales como plantas de quimera que explotan cuando se disparan. El videojuego tiene una mezcla de armas nuevas y viejas; las armas que regresan incluyen a los Bullseye, las Magnum, Rossmore, Auger, Marksman y la Carabina. Las nuevas armas incluyen el Mutator, que dispara niebla biológica que hace que los enemigos exploten causando daños por salpicadura, el rifle de francotirador Deadeye y un nuevo explosivo basado en latas de alimentos, la granada de metralla, que libera una lluvia de uñas cuando explota. Las armas son actualizables y se vuelven más poderosas cuanto más se usan. Los humanos se ven obligados a ensamblar sus armas de cualquier chatarra que puedan reunir. El juego cuenta con soporte para PlayStation Move y 3D estereoscópico. Además, los jugadores pueden utilizar el accesorio periférico PlayStation Sharp Shooter.

### Multijugador
Resistance 3 presentó un componente multijugador competitivo en línea para 16 jugadores. Ofrece cinco modos: Team Deathmatch, Chain Reaction, Deathmatch, Breach y Captura la Bandera. También incluye un sistema de progresión personalizable donde los jugadores gastan puntos ganados jugando en línea para desbloquear cargas personalizadas que incluyen varios atributos. También hay un modo cooperativo donde los jugadores pueden formar un equipo para jugar en el modo historia ya sea en línea o en pantalla dividida. En Game Informer 'podcast reveló que no habría ocho jugadores en el modo cooperativo como en Resistance 2. Los mapas multijugador están ubicados en lugares de todo el mundo, como la prisión de Fort Lamy en Chad; la playa de Glamorgan, Gales, en Reino Unido; Alice Springs en Australia ; La ciudad de Nueva York en los Estados Unidos ; el Trainyard en Bogotá, Colombia. Algunas de las ubicaciones en las que se llevan a cabo estos mapas no están incluidas en el modo historia.
Sony apagó los servidores junto con otra trilogía de Resistance el 8 de abril de 2014.

### Humanos
- Joseph "Joe" Capelli:Personaje principal del juego. Antiguo cabo de la SRPA y exmiembro de Los Centinelas, un grupo que sobrevivió al virus quimera, pero que todos sus miembros murieron (incluido Hale) excepto Capelli. Tras acabar con Hale, Capelli fue licenciado con deshonor, uniéndose a una comunidad de supervivientes de Haven, Oklahoma. Allí, Capelli se casó con Susan, hermana adoptiva de Hale, con la cual tuvo un hijo llamado Jack.

- Susan Capelli: Hermana adoptiva de Nathan Hale, Susan es una de los líderes de una comunidad de supervivientes de Oklahoma, se casó con Capelli cuando este se unió a la comunidad, y tuvieron un hijo llamado Jack, Susan apoyó a Capelli para que partiera a Nueva York en la misión que le encomendó el doctor Malikov.

- Fiódor Malikov: Un investigador de origen ruso, experto en biología. Tras la muerte de Hale, se desconoce que fue de Malikov, pero un día, apareció en la comunidad de supervivientes donde estaba Joseph Capelli, pidiéndole que le ayudara a llegar a Nueva York donde creía que habría una manera de acabar con las quimeras. Pero por desgracia al estrellarse el tren en el que el y Capelli iban, Malikov fue decapitado por Mick Cluter delante de Capelli sin que el pudiese hacer algo para salvar al doctor.

- Charlie Tent: Habita en San Luis, Misuri, es el líder de los que el denomina Restos, es decir, humanos que luchan contra las quimeras. Es un gran estratega y tiene un espíritu aventurero, era el hijo de un influyente senador y falsificó unos documentos para hacer constar que luchó en el ejército.

- Michael "Mick" Cutler: Un exconvicto, líder de Los Carceleros, ex-convictos que habitan en la prisión y se dedican a sobrevivir aprovechándose de otras comunidades de supervivientes, al parecer, fue soldado de la SRPA y condenado por asesinato, tiene una personalidad sádica y narcisista. Es asesinado por Capelli durante la invasión quimera a la prisión.

### Quimeras militares
- Híbrido: Los híbridos son humanos transformados en quimera, destacan por moverse rápidamente y ser capaces de planear estrategias aunque carecen de sentimientos, actuando como asesinos autómatas según les dicta el enjambre quimera. Van armados con el característico Bullseye.

- Cabeza de acero: Una variante de los híbridos, solo que con blindaje en algunas partes de su cuerpo. Las cabezas de acero suelen quedarse en la retaguardia atacando a sus enemigos con su Perforador, un rifle capaz de perforar las paredes.

- Patilargo: Un híbrido quimera aunque de menor tamaño que el estándar, son muy rápidos y hábiles escaladores, suelen moverse por los techos buscando atacar por encima de sus blancos. Van armados con Bullseye.

- Brawler: Una quimera de 6 metros de altura y 14 toneladas. Carece de armamento basándose en su enorme fuerza y Resistance, pero debido al enorme calor que genera, requiere de múltiples aparatos de refrigeración que si se destruyen, hacen que la quimera perezca debido al sobrecalentamiento.

- Devastador: Una variante de gran tamaño del híbrido. Avanza en la vanguardia soportando gran cantidad de daños debido a su Resistance y lanzando rayos eléctricos con su arma Atomizador, que desprende electricidad capaz de desintegrar cualquier cosa.

- Francotirador: Son híbridos armados con fusiles de precisión Deadeye. Lo único que les diferencia de los híbridos normales, es que disponen de un sistema de camuflaje que les hace invisibles a simple vista.

- Patilargo francotirador: Un patilargo pero en vez de estar equipado con un Bullseye es equipado con un fusil de precisión Deadeye, gracias a su agilidad y su posicionamiento es el híbrido más letal del ejército quimera.

### Quimeras salvajes
- Saltón: Los saltones son las antiguas orugas que usaban las quimeras para infectar a los humanos con el virus quimera, pero al no infectar el virus, evolucionaron hasta convertirse en saltones, quimeras salvajes que vagan devorando carne putrefacta y atacando a cualquier cosa que se mueva. Si hay redes rojas cerca, significa que hay un nido de saltones en la zona.

- Grim: Los grims son quimeras salvajes, se trata de humanos que han sido expuestos al virus quimera. Vagan en grandes grupos por el mundo tratando de devorar carne humana, su comportamiento es parecido al de un zombi.

- Sanguijuela: Las sanguijuelas son el estado que alcanzan los grims cuando ya tienen una edad muy avanzada. Se mueven lentos y parecen deformes, se lanzan contra los enemigos autodestruyéndose, cuando mueren sin explotar, les sale una gran pústula venenosa y explosiva.

- Enviudador: Los enviudadores son quimeras salvajes, tratándose de la quimera de mayor tamaño conocida. Tienen forma arácnida y atacan con sus afiladas patas o escupiendo un ácido muy tóxico que se impregna en cualquier objeto, también pueden crear saltones a través de su cuerpo.

- Satán: Un satán es una enorme quimera que vive bajo tierra, su biología y evolución es un absoluto misterio. Atacan principalmente con los tentáculos que tienen en la cara y con sus afiladas patas.

## Argumento
En 1953, poco después de la muerte del teniente Nathan Hale, el cabo Joseph Capelli, único miembro restante de los Centinela, es despedido de forma deshonrosa por asesinato. Cuatro años después, Capelli, ahora casado con una mujer llamada Susan Farley, vive con una comunidad de sobrevivientes en Haven, Oklahoma. A pesar de sus mejores esfuerzos, son descubiertos por las fuerzas Quimera, que han lanzado un genocidio a gran escala contra la raza humana, ahora que su virus se puede curar. Capelli y su compañía de milicia luchan contra los atacantes, pero no antes de convocar una plataforma de terraformación masiva para destruir la ciudad.
Mientras se prepara para la evacuación, Capelli se encuentra con el Dr. Fyoder Malikov, quien explica que la Quimera ha abierto un agujero de gusano en el centro de Nueva York como parte de su plan para congelar permanentemente el planeta y volverlo inhabitable para la humanidad. Capelli se niega a ayudarlo, pero su esposa le ruega que lo reconsidere, ya que su hijo es demasiado débil para sobrevivir en un ambiente tan hostil. Robando un viejo barco rastreador, los dos suben por el río Misisipi , luchando contra hordas de Quimera salvajes hasta que el barco es destruido por un Goliat. Al despertar, descubren que las corrientes los han traído a San Luis, Misuri .
Con Malikov demasiado herido para continuar, Capelli se abre camino a la ciudad y se conecta con un grupo de sobrevivientes conocido como los Remanentes. A cambio de ayuda para arreglar su transporte, el líder Remanente, Charlie, acepta llevar al dúo a Nueva York. Un escuadrón de combatientes Quimera los embosca cerca de Mount Pleasant, Pensilvania, obligando a Capelli y Malikov a abandonar a los Remanentes. Después de trabajar juntos para evadir a los grupos de búsqueda enemigos, el dúo llega a una abandonada ciudad minera ocupada por otro grupo de sobrevivientes. Donde se enteran de que el sacerdote de la ciudad, Jonathan Rose, desapareció hace varios días mientras este buscaba a "Satanás", un Quimera gigante que vive en las minas cercanas. Capelli rastrea a Jonathan y juntos logran matar a Satanás. Por gratitud, la gente de la ciudad arregla un viejo tren de carbón para que así Capelli y Malikov puedan reanudar su viaje.
Ya en camino, un grupo de bandidos, los Carceleros, atacan el tren. Capelli los derrota, pero el tren se ve volcado por el ataque de un Enviudador salvaje. Atrapado bajo los escombros, Capelli se ve obligado a mirar como Malikov es decapitado por el líder de los Carceleros, Mick. Capelli se ve capturado por los Carceleros quienes lo lleván a su escondite en Graterford Prison, donde es obligado a combatir como gladiador para el entretenimiento de la pandilla. El lacayo de Mick, Herbert, un ingeniero talentoso, libera a Capelli del encierro y le da la tarea de desactivar de las defensas de la prisión para que así puedan organizar una fuga. A pesar de la interferencia de Mick, el plan  se lleva a cabo con éxito y la Quimera arrasá con la prisión, aniquilando a los Carceleros. Durante el caos, Capelli se enfrenta a Mick y lo mata.
Ahora por su cuenta, Capelli finalmente llega a la ciudad de Nueva York. Después de enviar un mensaje de despedida a su familia a través de la radio, este se abre paso a través de la Quimera hasta que se ve abrumado por el ataque de un mortero. En el último momento, los Remanentes llegan y salvan a Capelli. Charlie le ofrece llevarlo a casa, pero Capelli lo persuade para que ayude a organizar un ataque contra un terraformador cercano.
Al deshabilitar los controles de la plataforma y sabotear su núcleo de energía, los dos logran maniobrar en un curso de colisión con la torre central, cerrando el agujero de gusano y devolviendo las temperaturas de la tierra a la normalidad. Con la principal ventaja de la Quimera destruida, los grupos de Resistencia humana en todo el mundo se movilizan para exterminar a la Quimera y comenzar a reconstruir todas sus naciones. Mientras tanto, Capelli, se reúne con su esposa é hijo, finalmente en paz consigo mismo.

### Capítulos
| Capítulo 1/Prólogo - Hólar, Islandia - Trasladado en una VTOL, Hale conoce al mayor Richard Blake, comandante del SRPA, que lo acompaña a una base militar en Islandia. Al llegar, descubren que la base está bajo ataque de las quimeras. Hale y Blake avanzan por la base, descubriendo que el objetivo de las quimeras es liberar a Daedalus, una quimera que allí custodian. Blake lo libera con la esperanza de detener el ataque y después se marchan junto al doctor Fiódor Malikov ante la inminente caída de la base. |
| Capítulo 2 - Se busca - Despejado el pueblo de los escuadrones de la muerte quimera, pierden contacto con Tommy Dean, así que Joseph decide ir en su busca. Finalmente lo encuentra en una casa; Tommy afirma que tuvo que apagar su radio, debido a que las quimeras lo están rastreando y creando unas extrañas tormentas de aire que interfieren la señal. Joseph y Tommy avanzan juntos de regreso a los túneles, hasta que se topan con que las quimeras están modificando el terreno con un terraformador. |
| Capítulo 3 - Paraíso perdido - Las quimeras están avanzando con un Goliath de camino al pueblo, así que Joseph y Tommy corren a toda prisa de regreso para informar de su llegada. De vuelta al refugio, Joseph se reencuentra con el doctor Malikov, éste afirma que tras la bomba que Hale detonó en México, se abrió un «agujero de gusano» en la torre de Nueva York; Malikov cree que la temperatura del planeta descenderá tanto que la humanidad no sobrevivirá al invierno y pide a Joseph que lo acompañe hasta Nueva York, pero él rehúsa.                                                                                             |
| Capítulo 4 - Las mujeres y los niños primero - La comunidad de Haven se prepara para resistir el ataque de las quimeras mientras los no-combatientes son evacuados a través de los túneles bajo la iglesia. Desbordados, se tienen que retirar hasta la calle principal, donde tienen que eliminar incluso a un Brawler. Mientras evacúan el poblado, Susan le pide a Joseph que acuda con Malikov a Nueva York; pese a que Joseph es reticente, termina aceptando. Mientras tanto, el terraformador acaba con todo lo que encuentra a su paso.                                                                                                  |
| Capítulo 5 - Wrightsburg - Afirmando que las carreteras están vigiladas por las quimeras, Malikov insiste en viajar en barco río abajo. La apacible ruta se ve entorpecida por Grims, que empiezan a acosar a la barcaza, por ello, Malikov se dirige hacia aguas abiertas, intentando llegar al río Misisipi. La nueva ruta no es más segura que la anterior, viéndose atacados por Patilargos. Cuando parecía que llegaban a aguas abiertas, un Goliath destruye la barcaza. |
| Capítulo 6 - Ciudad del pasado - Pese a que su barcaza fue destruida, Joseph y Malikov llegan hasta San Luis, en Misuri. Malikov está herido, de modo que Joseph lo deja descansando mientras él parte a recuperar una VTOL abandonada con la que llegar a Nueva York. |
| Capítulo 7 - Amigos en los bajos fondos - Joseph llega a una plaza de la ciudad, donde está la VTOL. Allí se topa con unas quimeras atacando a un grupo de combatientes, denominados a sí mismos como «Restos», los cuales se hallan defendiendo la VTOL. Joseph les ayuda a resistir la acometida de las quimeras, por lo que los Restos deciden presentarle a su líder, Charlie Tent. |
| Capítulo 8 - El plan - Joseph conoce a Charlie, líder de los Restos, descubriendo que él ya sabía de su existencia gracias a Malikov, el cual está muy malherido. Necesitando penicilina, llegan a un acuerdo: Joseph les ayuda a conseguir un suministro de energía para la VTOL y ellos a cambio curarán a Malikov y les llevarán a Nueva York. Charlie trama un plan para atraer a las quimeras, y así, robarles un núcleo de energía de una de sus aeronaves. La estratagema falla cuando el encargado de robar el núcleo fallece y Joseph y Charlie tienen que transportar el núcleo ellos solos, encontrando una fuerte presencia quimera. |
| Capítulo 9 - Plan B - Joseph y Charlie huyen con el núcleo aprovechando que un Enviudador aparece y comienza a luchar contra las quimeras. El transporte se frustra cuando, atacados por el Enviudador, el núcleo se pierde. Consciente de que necesita eliminar al Enviudador, Joseph se enfrenta a la criatura y consigue derrotarla, recuperando el núcleo. Charlie acepta entonces llevarlos hasta Nueva York. |
| Capítulo 10 - La caza - Camino a Nueva York, Joseph le pide a Charlie que acuda a ver a su familia. De pronto, las quimeras atacan la VTOL, causando que Joseph se caiga del avión. Hallándose en mitad de un bosque, rodeado por francotiradores quimera, Joseph acude a reunirse con Malikov. De camino se ve acosado por una aeronave de transporte quimera, pero finalmente consigue destruirla, cruzar un puente, y reunirse de nuevo con Malikov. |
| Capítulo 11 - Salvador - Joseph y Malikov llegan a la comunidad de Mount Pleasant, una congregación religiosa de refugiados dirigida por el padre Jonathan. Su esposa, Jean, les dice que Jonathan acudió a eliminar a una criatura quimera que vive en las minas y que les ha causado muchas bajas, pero que no ha regresado. Joseph acude en su busca, encontrándose un pueblo lleno de Grims y Saltones. Tras encontrarse a Jonathan siendo atacado por Grims, juntos deciden ir a las minas a acabar con la criatura. |
| Capítulo 12 - Satán - Joseph y Jonathan descienden a las minas, donde son atacados por la criatura. Intentan moverse por los túneles más estrechos, donde la criatura no puede desplazarse, y atacarla con bidones de acetileno, sin embargo, la bestia deja malherido a Jonathan. Joseph avanza en solitario, escapando de la quimera a través de los túneles. Acorralado, Joseph se las ingenia para introducir los barriles en la boca de la criatura, logrando finalmente eliminarla. Como recompensa, Jonathan arregla un tren con el que Joseph y Malikov pueden llegar hasta Nueva York.                                                  |
| Capítulo 13 - La naturaleza de la bestia - Joseph y Malikov continúan su viaje en el tren, hasta que se ven atacados por un grupo de renegados, que planean tomar el tren. Desplazándose en camionetas y jeeps, Joseph consigue rechazarlos uno tras otro, teniendo que ir desenganchando los vagones para evitar que el tren descarrile. Posteriormente, una manada de enviudadores aparece y provoca una estampida que termina haciendo descarrilar el tren. Atrapado bajo los restos del tren, Joseph observa cómo el líder de ellos golpea a Malikov y después lo decapita con un machete, sin que pueda hacer nada por evitarlo.            |
| Capítulo 14 - A los leones - Mick es el líder de una banda de presidiarios que residen en la prisión de Graterford, en Pensilvania. Mick decide usar a Joseph para proporcionar un «entretenimiento» al resto de reclusos; arrojado a la «arena», Joseph tiene que enfrentarse a grims y a otros reclusos intentando sobrevivir. Viendo que es un excelente luchador, Mick decide llevárselo a una celda mientras decide qué hacer con él. |
| Capítulo 17 - Compromiso - Joseph llega finalmente a Nueva York. La ciudad está completamente sepultada bajo la nieve y el frío, y los restos de edificios, aeronaves y conductos quimera se acumulan en el paisaje. Joseph aprovecha para radiar un mensaje para su mujer Susan, afirmando que está en Nueva York, pero que no tiene esperanzas de desactivar la torre. |

## Desarrollo
En el año 2009, se vio una cartelera promocional de Resistance 3 en una ubicación de Battle: Los Angeles, una película de Columbia Pictures (filial de Sony) lanzada a principios del año 2011. (ya que la película se desarrolla casi un mes antes del lanzamiento del juego), aunque ni Sony ni Insomniac Games comentaron sobre la aparición, Insomniac anunció el 25 de mayo de 2010 que, además de crear una nueva franquicia multiplataforma, desarrollarían múltiples juegos exclusivamente para PlayStation 3. El videojuego fue anunciado oficialmente en la conferencia de prensa de Sony, la Gamescom en el 2010 en Colonia, Alemania, el 17 de agosto de 2010, junto con un avance de acción real para el videojuego. El 28 de septiembre de 2010, el concepto del arte filtrado y las capturas de pantalla se publicaron en una cuenta de Flickr que muestra una cantidad de Chimeras diferente y dos personajes humanos no identificados (más tarde confirmado en la portada de Game Informer en noviembre de 2010 como Joseph Capelli y Susan Farley). Cuando se le preguntó acerca de la autenticidad de las imágenes, Insomniac respondió con "sin comentarios". El primer videojuego fue revelado en los Spike Video Game Awards, mostrando nuevas armas y enemigos. Insomniac trabajó con Olly Moss para crear el logotipo y el cuadro de arte.

### Contenido descargable
El contenido descargable para Resistance 3 incluye el paquete de juego "Survival" junto con el paquete de juego "Brutality". El paquete Survival incluye: un tema estático Haven, cuatro máscaras de nuevos personajes para su uso en el modo multijugador, y un nuevo modo multijugador conocido como "Invasión". El modo Invasión obliga a los equipos Humanos y Quimera a dividir sus recursos con el objetivo de mantener múltiples nodos de control en el mapa simultáneamente. Cuantos más nodos tenga un equipo, más rápido anotarán puntos para alcanzar la victoria. El paquete de juego Brutality es un modo de onda basado en la supervivencia que consiste en que el jugador navega alrededor de una versión del mapa multijugador de Seaside, en busca de nuevas armas junto con municiones y salud para defenderse contra las hordas de enemigos. Todas las armas de la campaña se pueden encontrar alrededor del mapa y actualizar cuanto más se usen.
Ambos paquetes se eliminaron en marzo de 2014 de la PlayStation Store, aunque solo en Europa, casi al mismo tiempo que el cierre de los servidores multijugador. Sin embargo, el paquete Brutality regresó poco después, posiblemente debido a que también se puede jugar en modo un jugador.
Los propietarios de copias especialmente marcadas de SOCOM 4 pudieron descargar y reproducir la versión beta el 4 de agosto utilizando los códigos proporcionados con ese juego, mientras que los suscriptores de PlayStation Plus en los territorios de la Región 2 obtuvieron acceso el 10 de agosto. El 23 de agosto, la versión beta se abrió a todo el mundo suscriptores de PlayStation Plus. Insomniac anunció que regalarían códigos a través de Facebook y Twitter para unirse a la versión beta. La versión beta pública comenzó el 30 de agosto. La versión beta ofreció dos modos multijugador: Team Deathmatch y Chain Reaction. Estos modos se podían reproducir en dos mapas. Las personas que jugaron la versión beta entre el 30 de agosto y el 4 de septiembre recibieron una máscara SRPA Nathan Hale para Resistance 3. La beta finalizó el 4 de septiembre. Resistance 3 tiene dos demos, una para comprar Battle: Los Angeles en Blu-ray y la otra se puede descargar desde PlayStation Store.

### Resistance global
Global Resistance fue un juego de estrategia de medios sociales diseñado para promover el lanzamiento de Resistance 3, donde los jugadores podían elegir jugar como Humano o Quimera. Global Resistance tiene contenido desbloqueable exclusivo para Resistance 3, como máscaras, obras de arte y videos. El juego se deshabilitó cuando los servidores multijugador para la trilogía de Resistance se cerraron el 8 de abril de 2014.

### Ediciones especiales
Resistance 3 llegó en dos ediciones especiales. La edición Doomsday de Resistance 3 incluye una copia del juego y un paquete Move Controller que incluye el controlador PlayStation Move, el accesorio PlayStation Move Sharp Shooterm, el mando de navegación PlayStation Move y la cámara PlayStation Eye. El paquete estaba disponible en América del Norte y América Latina.
En Europa, está disponible la edición Survivor, que incluye el diario de Joseph Capelli, el objetivo del campo de tiro Chimera, naipes SRPA, una bolsa de lona, frasco de cadera SRPA y soldados de juguete de Fight for Freedom. También se lanzó en Europa la edición especial que incluye empaques de acero, discos Blu-ray con efecto de vinilo, piel SRPA Black Ops, piel Nathan Hale infectada, granada de combustible de aire, título multijugador especial "Sentinel" y un refuerzo multijugador.

## Recepción
Resistance 3 obtuvo revisiones "favorables" de acuerdo con el sitio web de reseñas y revisiones Metacritic. IGN dijo: "En términos de tono, Insomniac realmente ha ampliado el terror desgarrador de Resistance 3. Este es el videojuego más oscuro y más violento de la serie, y casi todo el segundo acto del juego te tendrá en el borde de tu asiento." Thierry Nguyen de 1UP.com dijo que "si bien la Resistance 3 claramente avanza como una mejora de la serie, todavía no es un gran videojuego en general".
GameSpot elogió el juego por su emocionante, profunda campaña y divertido modo multijugador y dijo: "No importa cuál sea tu configuración de juego, estás en un tratamiento. Resistance 3 ofrece una marca de emoción que no encontrarás en ninguna otra franquicia de disparos." Game Informer criticó los "entornos insulsos", el diseño de nivel "predecible" y los "numerosos problemas técnicos" que "detienen por completo el flujo del juego". En Japón, Famitsu le dio una puntuación de un nueve, dos ocho y un nueve para un total de 34 de 40.
El AV Club le dio una B+, diciendo que el juego "entrega los productos, no se equivoquen. Simplemente son los productos que los jugadores ya tenían, embellecidos en un paquete nuevo y brillante". Common Sense Media le dio cuatro estrellas de cinco, diciendo: "No es un juego de disparos de ciencia ficción perfecto, pero esta nueva secuela de Insomniac Games es la mejor hasta la fecha en la franquicia de Resistance". El Daily Telegraph igualmente le dio cuatro estrellas de cinco y dijo: "Problemas de conexión a un lado, Resistance 3 Realmente es uno de los juegos de acción más divertidos y memorables en años, en cualquier plataforma. Tiene arácnidos gigantes, acción constante y una impresionante escopeta. Es visualmente impresionante, artísticamente evocador. Y lo más importante, definitivamente tiene alma. Y a los soldados también, lo que es bueno". Digital Spy también le dio cuatro estrellas de cinco y dijo que el juego" no reescribe exactamente el libro de los disparos en primera persona, pero ofrece un juego completamente entretenido, con una baja curva de aprendizaje, frente a una fuerte narrativa. Los fanáticos de los juegos anteriores encontrarán mucho que amar aquí, e incluso los recién llegados encontrarán un buen salto en el punto gracias a los controles intuitivos". The Guardian también le dio cuatro estrellas de cinco y dijo que era "rápido, furioso y entretenido en todo, pero carece de la singularidad que lo impulsaría a la parte superior de la escalera FPS".
Resistance 3 vendió 180,000 copias en septiembre y fue el séptimo videojuego más vendido en los Estados Unidos. En el Reino Unido, encabezó la tabla de software de la PS3 en su primera semana de lanzamiento.